# Мастейн, Электра
Электра Николь Мастейн (англ. Electra Nicole Mustaine; род. 28 января 1998) — американская певица, актриса и модель. В настоящее время проживает в Нэшвилле.

## Ранняя жизнь
Является дочерью лидера трэш-метал-группы Megadeth, Дэйва Мастейна и Памелы Энн Касселберри. Родилась в Скотсдейле, в штате Аризона 28 января 1998 года, через шесть лет после рождения своего старшего брата, — Джастиса. Начала петь в возрасте семи лет. В возрасте 16 лет Мастейн перебралась в Нэшвилл .
Была ведущей рубрики «Itty Bitty Buddies» в программе Faithful Friends. В 2013 году совместно с Джейсоном Кертсоном, внуком Джима Линда, исполнила кавер-версию песни Megadeth «A Tout Le Monde», на сиэтловском телевидении (канал KING-TV) и дала благотворительный концерт. Приняла участие в записи альбома Megadeth Super Collider, где исполняла партии бэк-вокала. В 2014 году появилась в качестве приглашённой вокалистки на сольном альбоме вокалиста Stryper Майкла Свита, I'm Not Your Suicide и приняла участие в записи песни «Heart of Gold».
В 2016 году Мастейн записала и выпустила выдержанную в стиле кантри кавер-версию песни Megadeth «I Thought I Knew It All» с альбома Youthanasia. Также она записала и свою собственную композицию «Life Is Good», которая войдёт в её предстоящий дебютный мини-альбом. Также Мастейн выступила на фестивале CMA Music Festival 2016.